# Emanoil Răducanu
Emanoil Răducanu (Bucarest, 7 ottobre 1929 – 1991) è stato un cestista romeno.

## Carriera
Con la Romania ha disputato le Olimpiadi del 1952, segnando 10 punti in 2 partite e tre edizioni dei Campionati europei (1953, 1955, 1957).